# Dolichopeza (Trichodolichopeza) semiophora
Dolichopeza (Trichodolichopeza) semiophora is een tweevleugelige uit de familie langpootmuggen (Tipulidae). De soort komt voor in het Afrotropisch gebied.